# Belaya Rus (vodka)
Belaya Rus (en bielorruso: Белая Русь) es una marca de vodka de Bielorrusia, destilado de una mezcla de trigo duro de invierno (25%) y centeno (75%) con agua pura extraída de los pozos artesianos 1000 pies (290 metros) de profundidad. Es seis veces destilada y filtrada con el método patentado el uso de pedernal negro o "Cremia", un mineral que se encuentra sólo en Bielorrusia. El contenido de alcohol de este espíritu es del 40% (ochenta por prueba), un precio similar al Smirnoff y Svedka.